# Heyen
Heyen là một đô thị trong huyện Holzminden, bang Niedersachsen, Đức. Đô thị Heyen có diện tích 8,3 km², dân số thời điểm ngày 31 tháng 12 năm 2006 là 520 người.